# China Yangtze Power
China Yangtze Power (chinois simplifié : 中国长江电力股份有限公司 ; chinois traditionnel : 中國長江電力股份有限公司 ; pinyin : hōngguó chángjiāng diàn lì gǔfèn yǒuxiàngōngsī) est une entreprise chinoise de production d'hydroélectricité sur le fleuve Yangzi Jiang et d'exploitation de ses propres usines hydroélectriques. Elle est l'opérateur du barrage de Gezhouba et, en partie, du barrage des trois gorges

## Histoire
En novembre 2015, China Yangtze Power acquiert une entreprise hydroélectrique du Sichuan pour l'équivalent de 12,55 milliards de dollars, dont environ la moitié en échange d'action et l'autre moitié en liquide, part en liquide financée par une ouverture de capital souscrite par China Life Insurance, Guangdong Development Bank et Government of Singapore Investment Corporation.